# Burger Au
Die Burger Au, selten in der Schreibweise Burgerau, ist ein Marschengewässer bei Burg (Dithmarschen) an der Grenze zur Wilstermarsch. Sie verläuft etwa parallel zum Nord-Ostsee-Kanal.

## Name
In den ältesten überlieferten Urkunden wird das Fließgewässer Waldburgau („Waltburgou“) genannt, womit es sich auf die Bökelnburg bezieht, die auch noch im Ortsnamen Burg enthalten ist. In den folgenden Jahrhunderten schliff sich der Name zu Walburgau und Wolberau ab; im 17. Jahrhundert setzte sich dann der heutige Name Burger Au durch, nachdem sich der Ortsname bereits im 16. Jahrhundert zu Burg reduziert hatte.

## Verlauf
Durch Wasserbaumaßnahmen wurde die Fließrichtung umgekehrt. Die ursprünglich vom Kudensee in die Wilsterau abfließende Burger Au ist heute kurz vor dem Nord-Ostsee-Kanal an der Einmündung des Helmscher Baches abgedämmt. Die begradigte Au entwässert heute über den Kudensee und den Bütteler Kanal in den Nord-Ostsee-Kanal.

## Nutzung
Während die Burger Au früher wie andere Gewässer auch als Transportweg von Bedeutung war, wird sie heute für Kahnfahrten touristisch genutzt. Wegen der Verschlickung muss sie allerdings regelmäßig ausgebaggert werden, um die Befahrbarkeit zu erhalten. Dies geschah zuletzt Ende 2014.

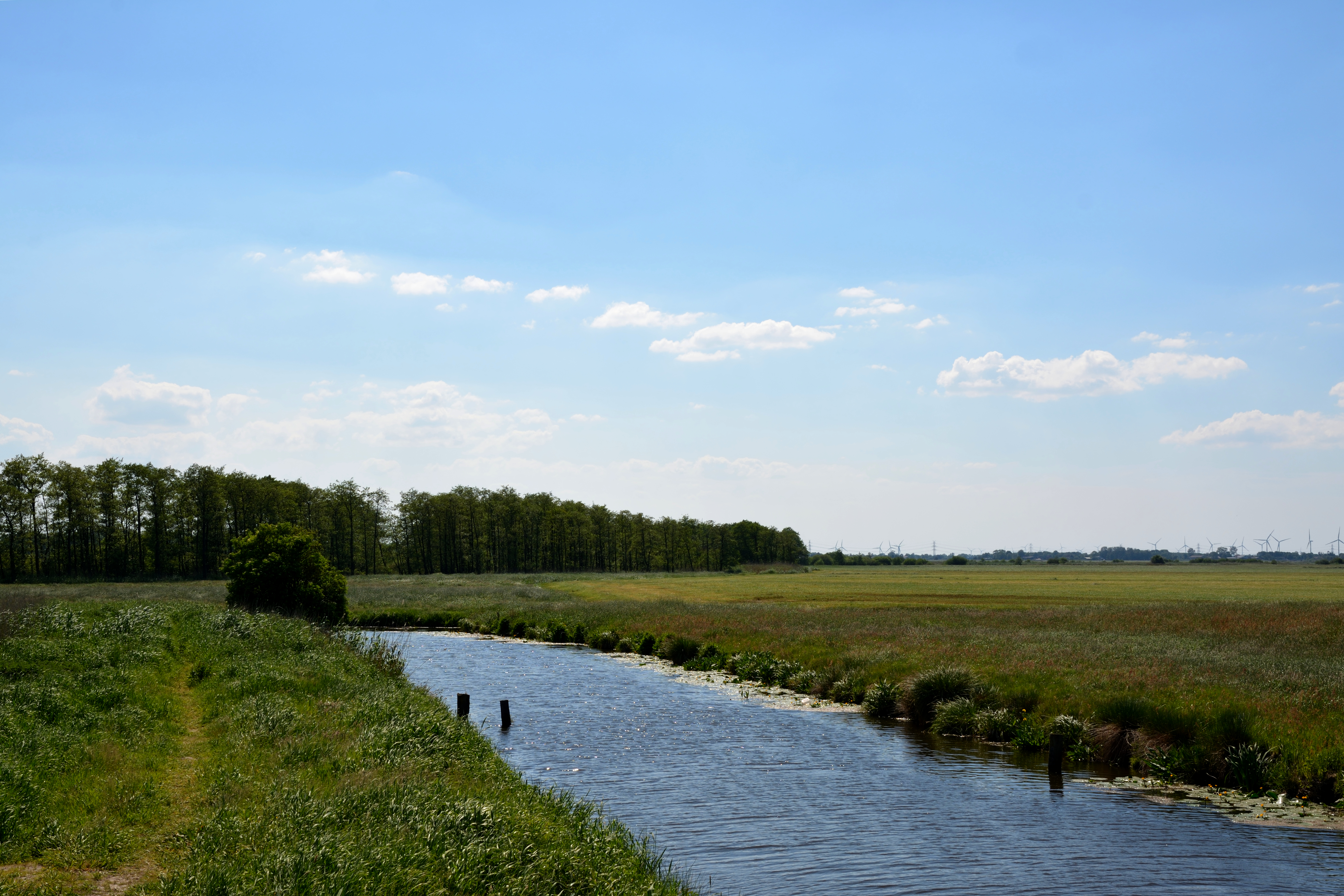
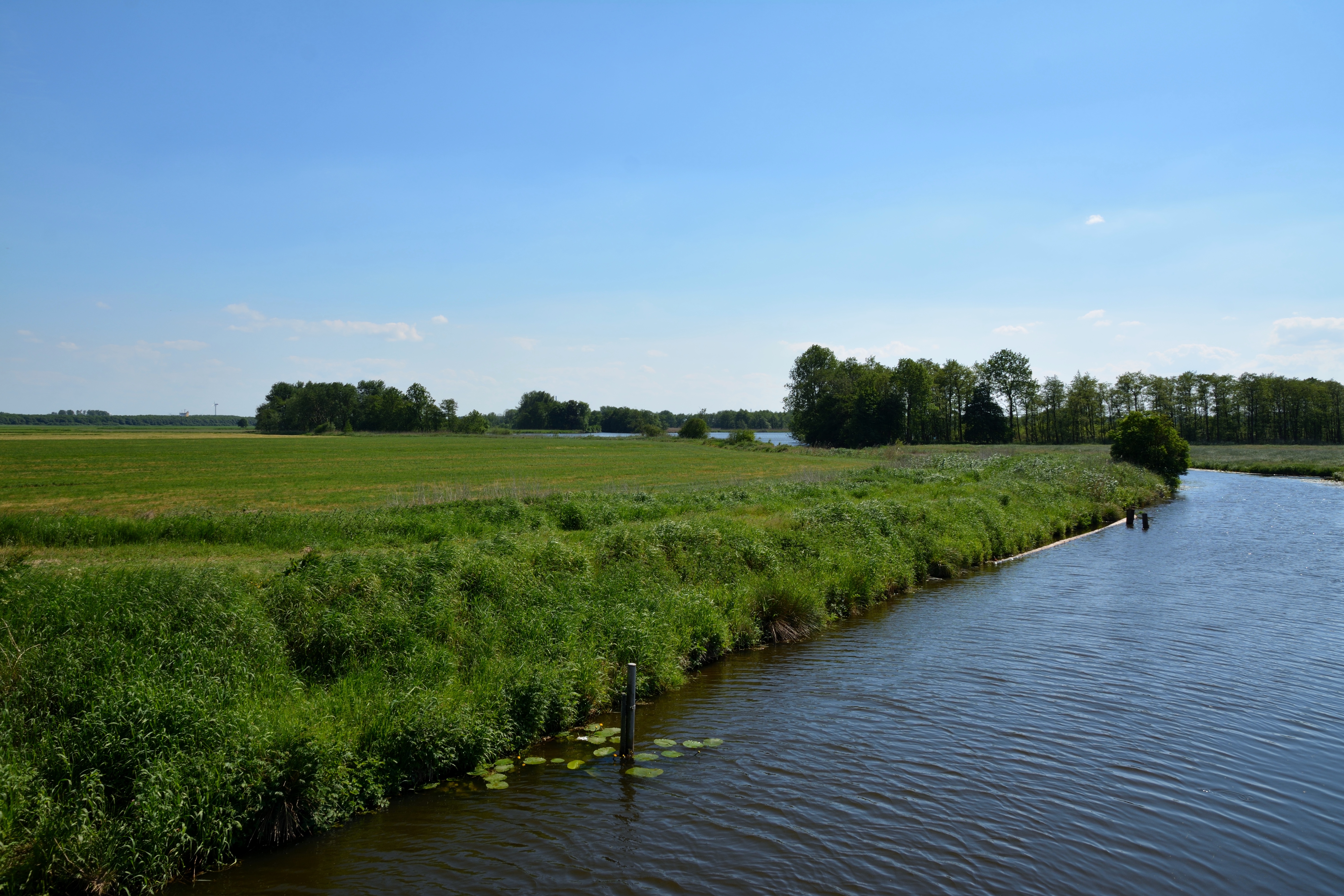
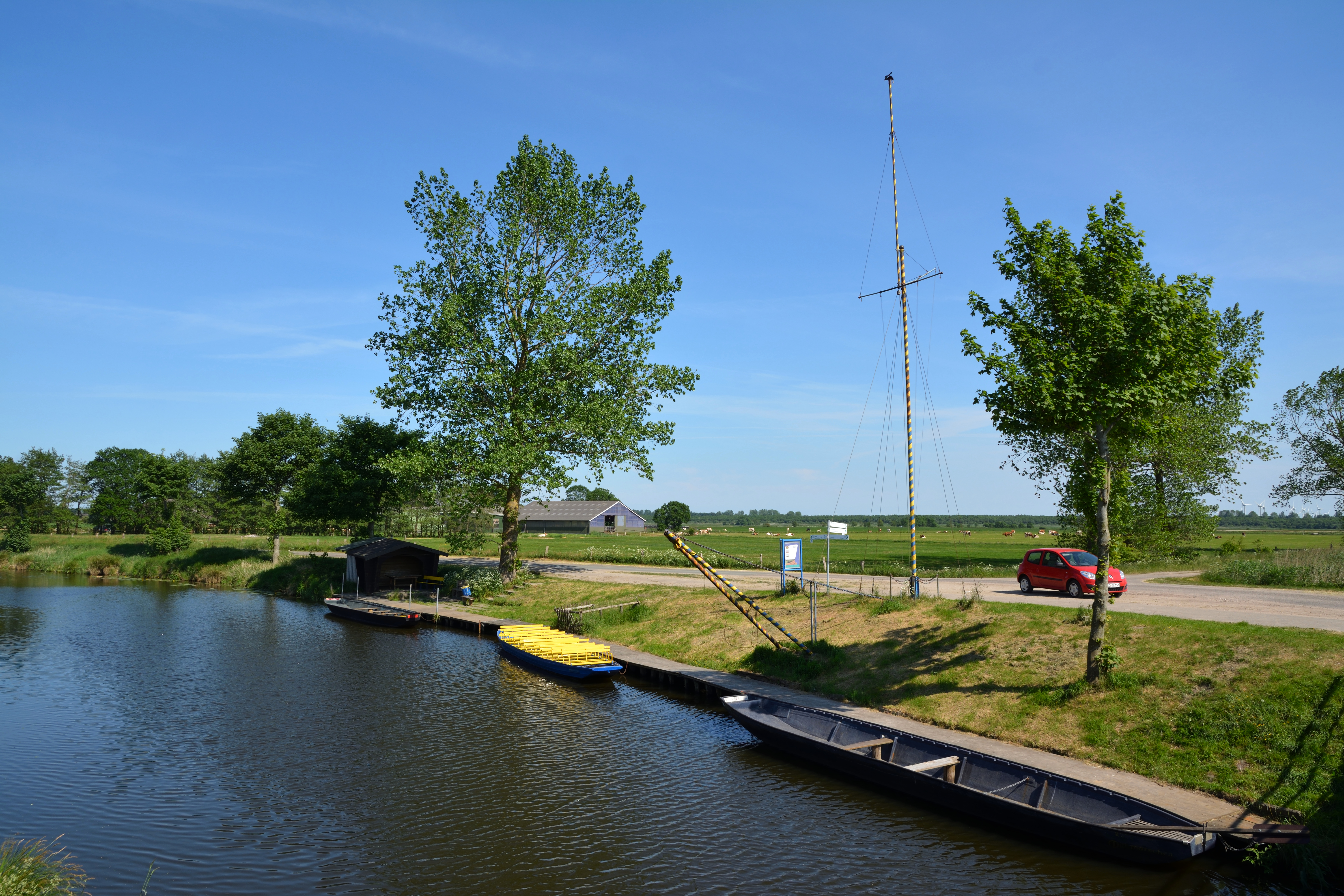
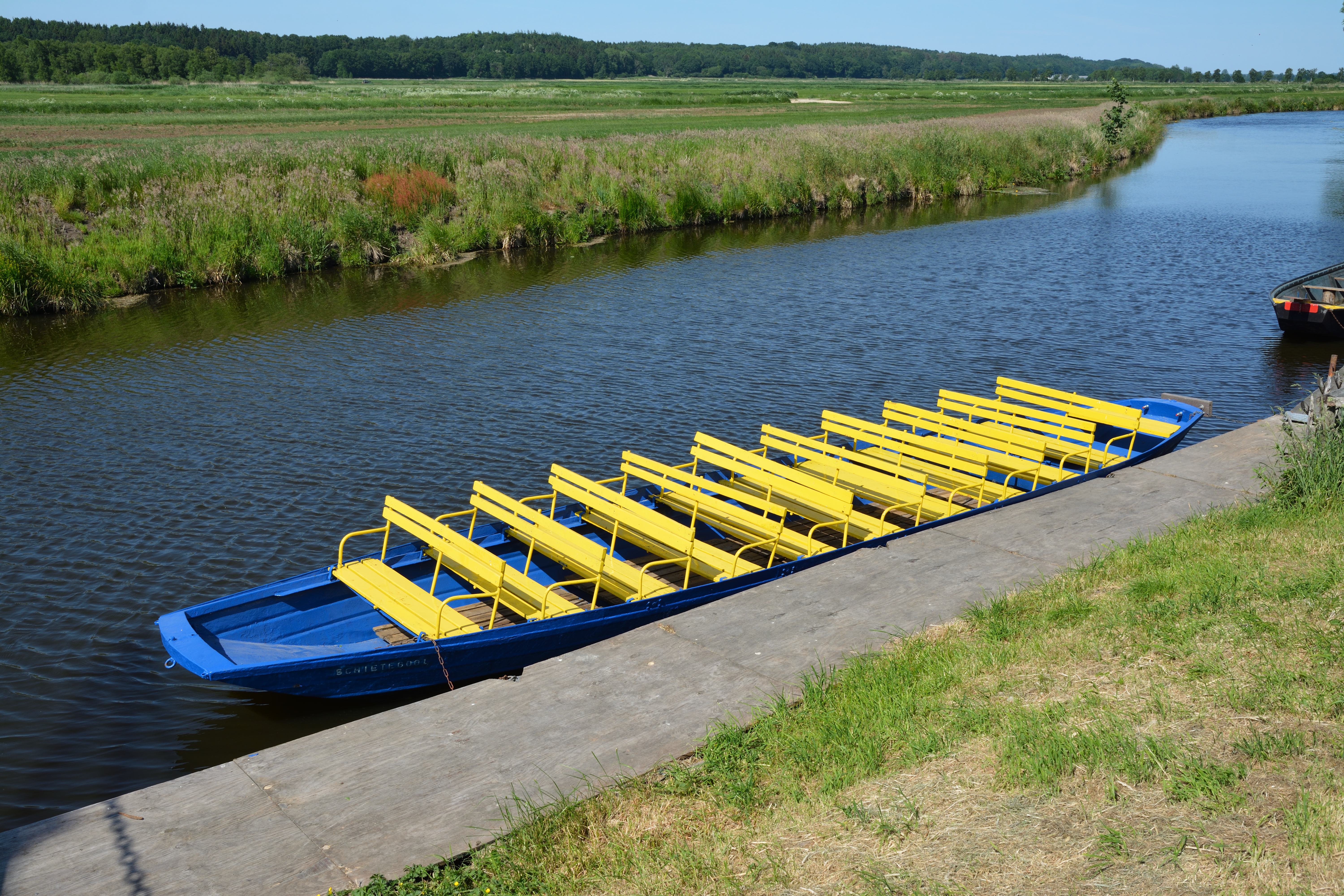